# Эквачахл
Эквачахл — вершина хребта Молебный Камень, расположенная в Ивдельском городском округе Свердловской области, Россия. 

## Географическое положение
Гора Эквачахл расположена на границе Ивдельского городского округа Свердловской области и Красновишерского района Пермского края, южная вершина хребта Молебный Камень, в 8 километрах к югу от вершины горы Ойкачахл. Высота горы — 1290,1 метров. Гора расположена на восточной границе Вишерского заповедника

## Описание
Лес покрывает склоны горы до высоты 750—800 метров, выше располагаются горная тундра и каменные россыпи с отдельными выходами скал. Коэффициент сложности вершины – 1А.
Топоним эквачахл в переводе с мансийского означает «гора-женщина». Два холма на вершине горы похожи на грудь лежащей женщины.